# Kasper Kusk
Kasper Kusk Vangsgaard, född 10 november 1991 i Ålborg, är en dansk fotbollsspelare som spelar för Vendsyssel FF.

## Karriär
Den 31 januari 2018 återvände Kusk till AaB, där han skrev på ett femårskontrakt. Den 31 augusti 2022 värvades Kusk av Silkeborg IF, där han skrev på ett tvåårskontrakt.
Den 10 april 2024 värvades Kusk av Vendsyssel FF, där han skrev på ett 1,5-årskontrakt med start från sommaren samma år.